# Пилика, Писит
Писит Пилика (кхмер. ពិសិដ្ឋ ពីលីកា; 4 февраля 1965, Свайриенг — 6 июля 1999, Пномпень), урождённая Оак Эап Пили (кхмер. ឱក អៀបពីលី) — камбоджийская балерина, киноактриса

 и певица

. На протяжении 1980—1990-х годов снялась во множестве кинофильмов и музыкальных клипов. Была убита неизвестными 6 июля 1999 года на рынке Пса-Орасей в Пномпене. Следствие так и не смогло установить виновных или подозреваемых, а дело об убийстве Писит стало одним из самых громких в новейшей истории Камбоджи.

## Убийство
6 июля 1999 года неизвестный мужчина выстрелил в Пилику во время совершения той покупок на рынке О’Расси в Пномпене. Огневое ранение также получила её семилетняя племянница. Пилика пролежала в критическом состоянии на больничной койке до 6:30 утра 13 июля 1999 года (UTC+7) и умерла. Её похороны собрали 10 000 скорбящих — это одна из самых посещаемых церемоний в новейшей истории Камбоджи.
В октябре 1999 года, после убийства Пилики, французский журнал «L’Express» заявил, что в дневнике актрисы рассказывается о романе с премьер-министром Камбоджи Хун Сеном, и указал на Бун Рэни, жену Хун Сена, как на ответственную за организацию покушение. Журнал также утверждал, что на смертном одре актриса назвала Бан Рэни нескольким людям. Бан Рэни быстро отвергла эти обвинения и объявила, что выдвинет обвинения против L’Express за клевету. Журнал ответил, что у него есть дополнительные доказательства, которые он представит в суде, если дело дойдёт до судебного разбирательства. Предполагаемые дополнительные доказательства включали свидетелей, документы, деловые бумаги и личные вещи Хун Сена, которые, по их словам, доказывают, что у премьер-министра был в роман с Пиликой, и что именно его жена наняла убийц актрисы из ревности. Журналист L’Express Ален Луйо сказал, что подлинность дневника была проверена с помощью анализа почерка и отпечатков пальцев. Никаких обвинений против L’Express предъявлено не было.
Убийство Пилики остается нераскрытым, виновные не установлены. Кек Галабру, президент Камбоджийской лиги поощрения и защиты прав человека (LICADHO), назвал отсутствие прогресса в деле ещё одним примером проблемы безнаказанности в Камбодже. В январе 2003 года была опубликована книга «Писет Пилика: Правдивая и ужасная история», содержащая выдержки из предполагаемых личных дневников убитой звезды, в которых она подробно описывает незаконный роман с высокопоставленным чиновником и угрозы её жизни со стороны ревнивой жены чиновника. Книга хорошо продавалась, пока её не сняли с полок тайные полицейские, что ещё больше подтвердило предполагаемые истинные причины преступления.

## Фильмография
- Smomoul Antaka (1989)
- Beisach Kromom (1991)
- Sronoss Klen Srae Morm (1992)
- Chan Greoufa (1993)
- Chnam Oun 16 (1993)
- Rehu Chap Chan (1993)
- Preah Vesandor (1993)
- Pich Min Ton Chnai (1993)
- Pov Malis Lea (1993)
- Promatt Promong (1994)
- Neang Badaja (1994)
- Somlang Tror Khmer (1994)
- Bopha Puos Vaek (1994)
- Pka Onkeabuos (1995)
- Moranak Meada (1995)
- Picheyvongsa (1996)
- Baksa Jak Meik (1996)
- Prolung Areak Onteak Nesai (1997)